# حدائق أوبورن النباتية
حدائق أوبورن النباتية (بالإنجليزية: Auburn Botanic Gardens)‏ هي حديقة نباتية تقع في أوبورن (إحدى ضواحي سيدني)، نيوساوث ويلز، أستراليا. تأسست عام 1977 وتغطي مساحة 9.7 هكتار (24 فدانًا). هناك بحيرتان وشلال وجسور. يمر نهر البط عبر الحديقة. تتم صيانة الحديقة من قبل مجلس كمبرلاند. إنه مفتوح يوميًا، وهناك رسوم دخول بسيطة في عطلات نهاية الأسبوع. تعد الحدائق اليابانية، التي استضافت الأزواج من الخارج، واحدة من مناطق الجذب الرئيسية.

## روابط خارجية
- Official website